# Józef Garbaciak
Józef Garbaciak (ur. 17 marca 1890 w kolonii Średni Łan, zm. 5 listopada 1968 we Włodawie) – żołnierz Legionów Polskich i sierżant Wojska Polskiego. Uczestnik I wojny światowej i wojny polsko-bolszewickiej, kawaler Orderu Virtuti Militari.

## Życiorys
Urodził się w rodzinie Michała i Antoniny z d. Dzwoniarek. Od 20 grudnia 1914 w Legionach Polskich w szeregach 2 pułku piechoty brał udział w walkach podczas I wojny światowej.
Po kryzysie przysięgowym w 1917 został instruktorem w Polskiej Sile Zbrojnej. W 1918 wstąpił do odrodzonego Wojska Polskiego, został przydzielony do 10 kompanii 9 pułku piechoty, z którym walczył podczas wojny polsko-bolszewickiej. 
Szczególnie odznaczył się 21 września 1920 nad rzeką Świsłocz i wsią Karpowce, gdzie „z plutonem ubezpieczał lewe skrzydło baonu. Odparł kilka kontataków przeciwnika, umożliwiając baonowi wykonanie zadania. W rejonie wsi Kula śmiałym atakiem zdobył km i wziął jeńców”. Za te czyny został odznaczony Orderem Virtuti Militari.
Awansowany do stopnia sierżanta został zwolniony z wojska 20 grudnia 1920. Pracował następnie w wyuczonym zawodzie masarza we Włodawie. Tam też zmarł i został pochowany. 

## Życie prywatne
Żonaty z Bronisławą z d. Schejbald. Dzieci: Tadeusz (ur. 1924), Izabela (ur. 1926), Zofia (ur. 1928), Jadwiga (ur. 1930), Marian (ur. 1936).

## Ordery i odznaczenia
- Krzyż Srebrny Orderu Wojskowego Virtuti Militari nr 98[1]
- Krzyż Niepodległości[1]